# Капиллярная конденсация
Капиллярная конденсация — сжижение пара в капиллярах, щелях или порах в твердых телах. Капиллярная конденсация обусловлена наличием у адсорбента мелких пор. Пары адсорбата конденсируются в таких порах при давлениях, меньших давления насыщенного пара над плоской поверхностью вследствие образования в капиллярах вогнутых менисков. Возникновение этих менисков следует представлять как результат слияния жидких слоев, образовавшихся на стенках капилляра вследствие адсорбции паров. Возникновение вогнутых менисков возможно только в том случае, если образовавшаяся жидкость смачивает стенки капилляра.
Явление конденсации отлично от физической адсорбции. Элементарная теория капиллярной конденсации не учитывает специфического действия поверхностных сил. Адсорбция может происходить на плоских поверхностях, тогда как капиллярная конденсация в таких условия невозможна.
Для расчёта изотерм капиллярной конденсации используют модельные системы — решёточные системы, упаковки из частиц правильной формы. Чаще уравнения капиллярной конденсации используют для решения обратной задачи, то есть определяют размеры пор и их распределение по размерам на основании изотерм, с привлечением модельных представлений о геометрии порового пространства. Капиллярная конденсация может наблюдаться не только в системах жидкость-пар, но и в промерзающих пористых телах при наличии прослоек незамерзающей воды на внутренней поверхности пор.
Большую роль капиллярная конденсация играет также в процессах сушки, удерживания влаги почвами и другими пористыми материалами. Отрицательное капиллярное давление может удерживать вместе смачиваемые жидкостью частицы, обеспечивая прочность таких структур. В случае несвязных пористых тел возможна их объёмная деформация под действием капиллярных сил- так называемая капиллярная контракция. Капиллярная конденсация может быть причиной прилипания частиц пыли к твёрдым поверхностям, разрушения пористых тел при замораживании сконденсированной жидкости в порах. Для уменьшения эффекта капиллярной конденсации используют лиофобизацию поверхности пористых тел.